# Aamon

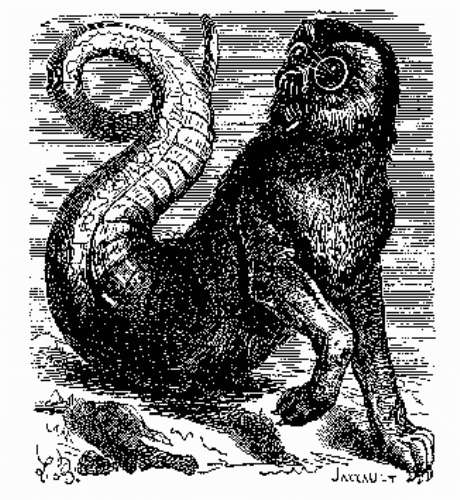
Aamon zoals weergegeven in de Dictionaire infernal

Aamon is de naam van een demon, soms ook gespeld als Amon. In de demonologie is hij een van Astaroths ondergeschikten en een machtige markies (of volgens sommigen een prins) van de hel. Zijn uiterlijk is dat van een wolf met een slangenstaart en als hij zich in die gedaante laat zien, spuwt hij vuur. Maar als hij opgeroepen wordt neemt hij de vorm aan van een man met hondentanden en het hoofd van een raaf. Zijn gaven houden in dat hij toekomst en verleden weet en ruzies kan laten bijleggen. Hij heerst over veertig legioenen aan duivels. 
Aamon wordt ook wel in verband gebracht met de Egyptische god Amon en de Fenicische god Ba'al Hammon.
Aamon wordt genoemd in:
- de Pseudomonarchia Daemonum van Johann Weyer
- het eerste deel van de  Lemegeton; de Ars Goethia
- Collin de Plancy's Dictionaire infernal